# Suillia laevifrons
Suillia laevifrons – gatunek muchówki z rodziny błotniszkowatych.
Gatunek ten opisany został w 1862 roku przez F. Hermanna Loewa jako Helomyza laevifrons.
Muchówka o ciele długości od 4 do 5 mm i błyszczącym czole. Czułki jej mają pierzasto owłosioną aristę, przy czym długość włosków jest znacznie mniejsza niż szerokość trzeciego członu czułków, ale wyraźnie większa niż szerokość nabrzmiałej nasady samej aristy. Tułów jej cechują: brak szczecinek barkowych, nagie pteropleury i mezopleury, obecność włosków zatarczkowych oraz cienko owłosiona dolna część tarczki i szeroki, łysy pas na jej dysku. Skrzydła odznaczają się przyciemnionymi żyłkami poprzecznymi oraz wierzchołkami żyłek podłużnych. Przednia para odnóży samca ma trzy początkowe człony stóp pozbawione długich włosków na zewnętrznych powierzchniach. Piąty człon przednich stóp jest węższy i krótszy niż dwa poprzednie razem wzięte. Narządy rozrodcze samca charakteryzuje prawe edyt o przednim płacie nagim i szerszym niż płat tylny.
Owad znany z Hiszpanii, Andory, Irlandii, Wielkiej Brytanii, Francji, Niemiec, Danii, Szwecji, Norwegii, Finlandii, Szwajcarii, Austrii, Włoch, Polski, Litwy, Łotwy, Estonii, Czech, Słowacji, Węgier, Białorusi, Ukrainy, Rumunii, Bułgarii, Turcji, europejskiej części Rosji i Syberii.